# Fantasy (gruppo musicale)
I Fantasy sono stati un supergruppo pop/rock italiano, formato da Tony Cicco, Danilo Vaona, Carla Vistarini, Luigi Lopez, Giancarlo Lucariello, Viola Valentino e Riccardo Fogli (uncredited)
Il supergruppo si formò nel 1978, a seguito delle numerose collaborazioni musicali e discografiche fra i suoi componenti. L'album Uno uscì oltre che in Italia anche in Inghilterra e in Giappone. Tutti i brani dell'album sono scritti dai componenti del gruppo. Il singolo Cantando uscì anche nella versione inglese dal titolo Surrender.

## Discografia

### Album
- 1978 - Uno EMI